# Kota Matsum III
Kota Matsum III is een bestuurslaag in het regentschap Medan van de provincie Noord-Sumatra, Indonesië. Kota Matsum III telt 5170 inwoners (volkstelling 2010).